# Rin Sumida
Rin Sumida (隅田 凜, 12 de gener de 1996) és una futbolista japonesa.

## Selecció del Japó
Va debutar amb la selecció del Japó el 2017. Va disputar 22 partits amb la selecció del Japó.

## Estadístiques
| Selecció del Japó | Selecció del Japó | Selecció del Japó |
| Anys              | Partits           | Gols              |
| ----------------- | ----------------- | ----------------- |
| 2017              | 7                 | 0                 |
| 2018              | 15                | 0                 |
| Total             | 22                | 0                 |